# Dorothy Chandler Pavilion

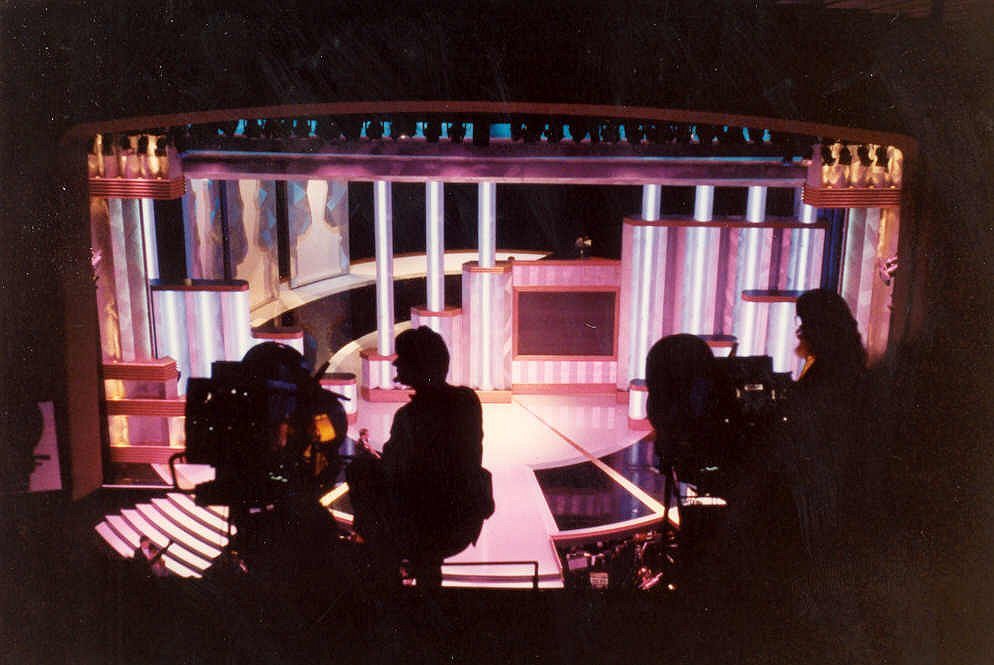
Il palco visto dalla galleria al 62º Premio Oscar nel 1990.

Il Dorothy Chandler Pavilion è una delle sale da concerto del Los Angeles Music Center (che è uno dei tre più grandi centri per le arti dello spettacolo negli Stati Uniti). Le altre sale del Music Center includono il Mark Taper Forum, l'Ahmanson Theatre e la Walt Disney Concert Hall.
Il Padiglione ha 3 156 posti distribuiti su quattro livelli, con lampadari a bracci, ampie scalinate curve e un ricco arredamento. Le sezioni dell'auditorium sono l'Orchestra (divisa in Prima Orchestra, Orchestra centrale, Orchestra principale e Orchestra anello), il Circolo (diviso in Grande circolo e Circolo dei fondatori), il Palco (diviso in Palco frontale e Palco posteriore), così come la Galleria (divisa in Galleria anteriore e Galleria posteriore).

## Storia
La costruzione iniziò il 9 marzo 1962 e fu inaugurata il 27 settembre 1964. Il Padiglione prese il nome da Dorothy Buffum Chandler "che guidò (lo) sforzo per costruire una sede adatta per la Filarmonica di Los Angeles e ringiovanire le arti dello spettacolo a Los Angeles. Il risultato fu il coronamento degli sforzi della signora Chandler, il Music Center della contea di Los Angeles. La sua tenace campagna di nove anni nell'interesse del Music Center produsse oltre 19 milioni di dollari in donazioni private", come osservò Albert Greenstein nel 1999. L'edificio fu progettato dall'architetto Welton Becket. Il progetto fu un esempio dell'approccio alla progettazione totale della sua azienda, in cui tutti gli aspetti, il progetto stesso, la costruzione, gli infissi e le finiture interne, furono gestiti per ottenere un insieme coerente.
Per ricevere l'approvazione per la costruzione dal Consiglio dei Supervisori della Contea di Los Angeles, la signora Chandler promise a Kenneth Hahn che l'edificio sarebbe stato aperto gratuitamente per il pubblico per un giorno all'anno. Il risultato fu il Los Angeles County Holiday Celebration (la celebrazione delle vacanze della contea di Los Angeles), una tradizione della vigilia di Natale sponsorizzata dal consiglio dei supervisori. Il programma viene trasmesso su KCET-TV e una versione modificata dello spettacolo dell'anno precedente è distribuita congiuntamente alle stazioni televisive pubbliche tramite la PBS.
Il concerto di apertura si tenne il 6 dicembre 1964 con Zubin Mehta che diresse la Los Angeles Philharmonic con il solista Jascha Heifetz. Il programma comprendeva Fanfare di Richard Strauss, American Festival Overture di William Schuman, Feste romane di Ottorino Respighi, Concerto per violino di Beethoven.
La Los Angeles Master Chorale, sotto la direzione del direttore musicale Roger Wagner, era l'altra società fondatrice residente al Padiglione. Prima della creazione della compagnia della Los Angeles Opera, la New York City Opera andava regolarmente in tournée e si esibiva nel padiglione. Una di queste tournée, nel 1967, consisteva in due spettacoli di Madama Butterfly, uno de La traviata e due di Don Rodrigo di Ginastera, ognuno con Plácido Domingo che cantava il ruolo principale del tenore.
L'Academy of Motion Picture Arts and Sciences ha tenuto i suoi Premi Oscar annuali nel Dorothy Chandler Pavilion dal 1969 al 1987, 1990, 1992-1994, 1996 e 1999.
Dal momento che la Los Angeles Philharmonic Orchestra e la Los Angeles Master Chorale si sono trasferiti nella nuova Disney Hall che è stata inaugurata nell'ottobre 2003, il Padiglione è sede della Los Angeles Opera e della Glorya Kaufman Presents Dance presso il Music Center.
Il Dorothy Chandler Pavilion è presente nel videogioco del 2008 Midnight Club: Los Angeles.
Il sito è stato utilizzato come location per una pubblicità di profumi d'avanguardia diretta da Spike Jonze.

## Los Angeles County's Holiday Celebration
Dal 1964 la tradizione della vigilia di Natale per il Dorothy Chandler Pavilion è l'annuale Holiday Celebration gratuito finanziato dalla Contea di Los Angeles. Sono sei ore (dalle 15:00 alle 21:00) di musica e danza da parte di gruppi provenienti da tutta la contea di Los Angeles. Le esibizioni sono trasmesse anche sulla stazione televisiva pubblica KCET con una versione di un'ora trasmessa sulla PBS dal 2002.